# گل‌گرفته
گل‌گرفته (انگلیسی: Mudbound) فیلمی در ژانر درام به کارگردانی دی ریس است که در سال ۲۰۱۷ منتشر شد. این فیلم توسط ریس و ویرجین ویلیامز نوشته شده و بر اساس رمانی به همان نام نوشته هیلاری جوردان است. از بازیگران آن می‌توان به کری مولیگان اشاره کرد.

## داستان
در دلتا می‌سی‌سی‌پی، دو برادر سفیدپوست، «هنری» و «جیمی مک‌آلن»، در میان باران و طوفان در حال کندن قبری برای پدر درگذشته‌شان هستند و به سختی تلاش می‌کنند تابوت او را به درون قبر پایین بیاورند. در این هنگام، خانوادهٔ جکسون، یک خانوادهٔ اجاره‌کار سیاه‌پوست، با درشکه‌ای از آنجا می‌گذرند. هنری از پدر خانواده، «هپ جکسون»، درخواست کمک می‌کند. هنری هنگام مطرح‌کردن این درخواست معذب است و هپ نیز در پاسخ مردد می‌ماند.
چند سال پیش از این، هنری در معامله‌ای فریب می‌خورد و مجبور می‌شود همراه همسرش «لورا»، دختران‌شان و پدر نژادپرست و افراطی‌اش «پپی» در خانه‌ای روستایی بیرون شهر «مریتا» در می‌سی‌سی‌پی و در میان اجاره‌کارها زندگی کند. خانوادهٔ جکسون، به سرپرستی هپ و همسرش «فلورنس»، در مزرعهٔ پنبه کار می‌کنند و رؤیای مالک‌شدن زمین خود را در سر دارند. با آغاز جنگ جهانی دوم، «جیمی» و پسر بزرگ خانوادهٔ جکسون، «رانسل»، به‌ترتیب به نیروی هوایی ارتش و ارتش ایالات متحده می‌پیوندند. هر دو در جبههٔ غربی اروپا دچار آسیب‌های شدید روانی از جنگ می‌شوند؛ جیمی خلبان بمب‌افکن‌های B-25 است و رانسِل فرماندهی تانک‌های M4 شرمن را برعهده دارد. رانسِل همچنین با زنی سفیدپوست در آلمان وارد رابطهٔ عاشقانه می‌شود.
در همین حال در می‌سی‌سی‌پی، هر دو خانواده در فقر به زندگی ادامه می‌دهند و از سر نیاز، به یکدیگر کمک می‌کنند. فلورنس وقتی دختران کوچک مک‌آلن به سیاه‌سرفه مبتلا می‌شوند، از آن‌ها مراقبت می‌کند و لورا نیز در پاسخ، از او می‌خواهد به‌طور دائم مراقب فرزندانش باشد. زمانی‌که قاطر خانوادهٔ جکسون مجبور به مرگ می‌شود، هنری به‌جای قاطر خود را پیشنهاد می‌دهد، اما در ازای نیمی از محصول آن‌ها. این توافق پیشنهادی که چاره‌ای جز پذیرش آن نیست، آن‌ها را از طبقهٔ اجاره‌کار به پایین‌ترین سطح اقتصادی و اجتماعی، یعنی برخوردار تنزل می‌دهد. هپ که واعظ جامعهٔ سیاه‌پوستان محلی است، هنگام ساخت کلیسا از نردبان سقوط می‌کند، پایش می‌شکند و دیگر نمی‌تواند زمین را کار کند. لورا پنهانی از گاوصندوق هنری پول برمی‌دارد تا هپ بتواند نزد پزشک برود؛ عملی که نارضایتی هنری را در پی دارد و موجب وخامت رابطهٔ بی‌روح‌شان می‌شود. با این حال، هپ بهبود می‌یابد و مانع سقوط بیشتر خانواده‌اش می‌شود.
پس از پایان جنگ، رانسِل و جیمی به خانه بازمی‌گردند و درمی‌یابند که اگرچه خودشان تغییر کرده‌اند، اما دلتا همچنان همان دلتای قبلی است. جیمی به الکل پناه می‌برد و از پی‌تی‌اس‌دی رنج می‌برد. رانسِل که به تبعیض نژادی کمتر در اروپا عادت کرده، در می‌سی‌سی‌پی با نژادپرستی خشن مواجه می‌شود. آن‌ها از سختی‌های یکدیگر آگاه شده و به واسطهٔ تجربه‌های مشترک‌شان در جنگ، به هم نزدیک می‌شوند. رانسِل از جیمی می‌پرسد چرا با او محترمانه رفتار می‌کند، و جیمی توضیح می‌دهد که یک خلبان سیاه‌پوست از هواپیماهای اسکورت توسکیگی جان او را در حین مأموریت نجات داده‌است.
جیمی به لورا نزدیک می‌شود، اما اعتیادش به الکل بدتر می‌شود و در حال مستی با کامیون تصادف می‌کند. هنری هنگام سفر، به جیمی می‌گوید پیش از بازگشتش مزرعه را ترک کند. رانسِل نامه و عکسی از زن آلمانی دریافت می‌کند که نشان می‌دهد آن‌ها صاحب فرزندی دورگه شده‌اند و زن از او خواسته به اروپا بازگردد. رانسِل این را هنگام رانندگی با جیمی در میان می‌گذارد، اما در حین عبور از کنار پپی، مجبور می‌شود سرش را پایین بیاورد تا دیده نشود. پپی جیمی را بابت رابطه‌اش با رانسِل و رفتار مستی‌اش بازخواست می‌کند و به لورا هم طعنه می‌زند که به جیمی علاقه دارد. بعدتر، رانسِل متوجه می‌شود عکس را گم کرده و پپی آن را در کامیون پیدا می‌کند. پیش از رفتن جیمی، لورا نزد او می‌رود و با هم رابطه برقرار می‌کنند.
رانسِل که دنبال عکسش می‌گردد، توسط پپی و اعضای کوکلوس‌کلان غافلگیر و به‌شدت کتک زده می‌شود. پپی جیمی را به انباری می‌برد که کلان‌ها در آن آمادهٔ اعدام رانسِل هستند، چون او با زنی سفیدپوست بچه‌دار شده. جیمی برای نجات دوستش اسلحه را به سمت پدرش می‌گیرد اما خودش هم مورد ضرب‌وشتم قرار می‌گیرد. هنگام محاصره، از جیمی خواسته می‌شود مجازات رانسِل را انتخاب کند: از دست‌دادن چشم‌ها، زبان، بیضه‌ها یا مرگ. جیمی در میان درد، زمزمه می‌کند «زبان»، و زبان رانسِل بریده می‌شود. رانسِل زخمی و بسته‌شده رها می‌شود تا خانواده‌اش پیدایش کنند.
شب، جیمی که از همه‌چیز خسته شده، پدرش را بیدار می‌کند. پپی همیشه از اینکه جیمی در جنگ مستقیماً به چشم‌های دشمن نگاه نکرده، او را تحقیر کرده بود. جیمی به چشمان پدرش نگاه می‌کند و او را با بالش خفه می‌کند. لورا به هنری دروغ می‌گوید که پپی در خواب مرده‌است.
روز بعد، خانوادهٔ جکسون در حالی‌که وسایل اندکی را در درشکه گذاشته‌اند، در مسیر خروج از مزرعه از کنار هنری و جیمی می‌گذرند که در حال دفن پپی هستند. هنری از هپ درخواست کمک می‌کند و هپ می‌پذیرد و بر سر قبر دعا می‌خواند. او در نکوهش شرارت‌های پپی، از کتاب ایوب، آیات ۱۴:۲–۱۲ را قرائت می‌کند. جیمی به درشکهٔ جکسون‌ها نزدیک می‌شود و نامهٔ زن آلمانی را به فلورنس می‌دهد تا به رانسِل برساند.
مدتی بعد، جیمی به شهر نقل مکان می‌کند و رانسِل به اروپا بازمی‌گردد و با معشوقهٔ آلمانی‌اش و پسرشان دوباره پیوند می‌زند.